# Felsenbräu Thalmannsfeld
Die Felsenbräu Thalmannsfeld W. Gloßner GmbH & Co. KG ist eine mittelständische Brauerei in Familienbesitz im Ort Thalmannsfeld, einem Gemeindeteil von Bergen im mittelfränkischen Landkreis Weißenburg-Gunzenhausen. Im Jahr 2012 waren 25 Mitarbeiter beschäftigt. Jährlich werden 60.000 hl Getränke produziert. 30.000 hl davon sind Bier.

## Geschichte der Brauereizum Felsen
Das Unternehmen wurde 1928 gegründet, die Wurzeln der Brauerei reichen jedoch zurück bis ins frühe 19. Jahrhundert. Im Stammhaus mit dem Hausnamen „Salzner“ ist der 1783 geborene Johannes Daniel Gloßner als Wirt und Bierbrauer nachweisbar. 1851 übernahm sein Sohn Daniel die Braugaststätte, dessen Witwe heiratete 1866 den aus Hilpoltstein stammenden Georg Salzner. Der gemeinsame Sohn führte die Braugaststätte weiter und betrieb zusätzlich die Poststelle mit Stallungen.
1928 begründete dann dessen Sohn Georg Michael Salzner zusammen mit Wilhelm Gloßner den Namen Zum Felsen. Im gleichen Jahr wurde die Brauerei an ihren heutigen Standort am nördlichen Ortsrand verlegt. 1938 heiratete Wilhelm Gloßner die Tochter von Georg Michael Salzner. Die Betriebsgebäude wurden ab 1954 erneuert und erweitert. Heute führen Werner Gloßner und sein Sohn Walter die Felsenbrauerei.

## Solarbier
Eine Besonderheit der Brauerei ist, dass sie im Winter traditionell Natureis auf einem Eisgerüst über ihren Felsenkellern herstellt, um im Sommer die Kühlung zu entlasten. Im Jahr 2007 durften die Biere der Felsenbräu als erste die offizielle Bezeichnung „Solarbier“ führen, weil die Produktion gänzlich mit regenerativen Energieträgern durchgeführt wird. Die Zertifizierung wird alle zwei Jahre von der TU München neu geprüft.

## Sortiment
Die Brauerei bietet zwölf verschiedene Biersorten und mehrere alkoholfreie Getränke an.
Biere:
- Felsentrunk – Helles Bier
- Edelpils – Edel-Pils
- Bayerisches Hefeweizen – Weizenbier, obergärig naturtrüb
- Kutscherhalbe – Bernsteinweizen, obergärig
- Leicht – Kalorienreduziertes helles Bier
- Leichtes Weizen – Kalorienreduziertes Weizenbier, obergärig, naturtrüb
- Radler – Biermischgetränk
- Felsator Doppelbock – Starkbier
- Privat Export – Exportbier
- Bayerisches Märzen – Märzen
- Unser Schwarzes – Schwarzbier, naturtrüb
- Rock 33 – Edel-Pils
- Naturradler 0,33 l

## Sonstiges
Die Brauerei ist Mitglied im Brauring, einer Kooperationsgesellschaft privater Brauereien aus Deutschland, Österreich und der Schweiz.